# Opus Dei
Opus Dei, plným názvem Praelatura Sanctae Crucis et Operis Dei (česky Boží dílo či zkráceně Dílo, plným názvem Prelatura Svatého kříže a Opus Dei) je osobní prelaturou katolické církve. Jejím posláním je šířit ve světě povolání ke svatosti prostřednictvím posvěcování práce a rodinných a sociálních závazků prostřednictvím kleriků, kteří jsou v ní inkardinováni, a za organické spolupráce laiků, kteří se věnují apoštolským činnostem.
Svatý Josemaría Escrivá de Balaguer založil podle svého tvrzení Opus Dei na základě Božího vnuknutí v roce 1928 ve Španělsku. V roce 1941 bylo Opus Dei ustanoveno coby sdružení věřících diecézním biskupem v Madridu a v roce 1947 jej papež Pius XII. přeměnil na sekulární institut. Svatý Josemaría Escrivá zemřel v roce 1975, v roce 1992 byl blahořečen a v roce 2002 svatořečen. V roce 1982 bylo Opus Dei znovu přeměněno, tentokrát na osobní prelaturu svatým Janem Pavlem II. Jedná se tedy o sdružení kleriků a nové náboženské hnutí charismatické povahy. Sídlo prelatury se nachází v Římě a v jejím čele stojí moderátor, který nesmí být biskupem. V současné době Opus Dei působí v 68 zemích světa.
Opus Dei se ve svém sebepojetí liší od toho, jak jej pojímá katolická církev. Církevní právo považuje osobní prelatury za sdružení kleriků, kteří jsou v nich inkardinováni. Laici mohou spolupracovat na apoštolátu osobní prelatury, ale nejsou a nemohou být její součástí. Zůstávají naopak pod výlučnou jurisdikcí svých ordinářů, tedy v první řadě diecézních biskupů. Opus Dei naproti tomu považuje tyto laiky za svou součást a ukládá jim povinnost poslušnosti vůči moderátorovi a dalším autoritám prelatury. Podle papežské ročenky Annuario Pontificio v roce 2021 tvořilo prelaturu 2115 kněží, s nimiž na základě smluvního závazku spolupracovalo 93 510 laiků.
V návaznosti na motu proprio Ad Charisma Tuendum papeže Františka bylo Opus Dei v ročence Annuario Pontificio v roce 2023 přesunuto do sekce řeholních institutů a statistiky jeho členů a spolupracovníků tudíž přestaly být publikovány, protože u institutů zasvěceného života ani u společností apoštolského života se personální statistiky nepublikují.

## Historie

Šíření Opus Dei po světě

Podle literatury Opus Dei bylo Opus Dei založeno madridským knězem Josemaríou Escrivou de Balaguer dne 2. října 1928 jakožto cesta osobního posvěcování se, která je určena lidem všech tříd skrze jejich profesní práci a plnění běžných povinností křesťana. Toto poselství prý narazilo na všeobecné mínění tehdejší doby, že k dosažení svatosti je třeba vést život zasvěcený pouze Bohu, tedy svatými mohou být pouze řeholníci nebo kněží.
Obě tato tvrzení se nicméně jeví jako diskutabilní ve světle historických faktů. V prvních stanovách Opus Dei z roku 1941 se píše, že život členů Opus Dei je „v podstatě nerozlišitelný od života řeholníků“ . V instrukci z roku 1934 se svatý Josemaría pro změnu zmínil, že Opus Dei není nahodilou organizací, nýbrž se jedná o trvalou organizaci „jako řeholní řád“ se všemi důsledky . Podle autorů některých knih o Opus Dei bylo tudíž záměrem svatého Josemaríi spíše uvádět laiky do života, který byl co nejpodobnější řeholnímu životu, nikoliv respektovat specifika laického stavu. Povinnosti numerářů a přidružených, které zahrnují přibližně 3 hodiny denně tzv. norem zbožnosti, odevzdávání všech vydělaných peněz, poslušnost, tělesné umrtvování včetně nošení cilicia a bičování se, a celoživotní celibát jsou ostatně doposud podobnější životu podle řeholních regulí než běžnému laickému životu.
Vedle toho samotný Učitelský úřad katolické církve autoritativně zdůrazňoval univerzální povahu povolání ke svatosti ještě před založením Opus Dei. Například v Encyklice Rerum Omnium Perturbationem z roku 1922 papež Pius XI píše: „Sám Kristus učil, v čem svatost spočívá: ‘Buďte tedy dokonalí, jako je dokonalý váš nebeský Otec.’ (Matouš 48). Nemůžeme přijmout názor, že se tento Kristův příkaz týká pouze vybrané a privilegované skupiny duší a že všichni ostatní se mohou považovat za jemu milé, pokud dosáhli nižšího stupně svatosti. Pravý opak je pravdou, jak vyplývá ze samotné obecnosti jeho slov. Zákon svatosti zahrnuje všechny lidi a nepřipouští žádnou výjimku. Velký počet duší všech životních stavů, mladých i starých, které, jak nás informují dějiny, dosáhly zenitu křesťanské dokonalosti, tito světci na sobě pociťovali slabosti lidské přirozenosti a museli překonávat stejná pokušení jako my“. Univerzální povolání ke svatosti proto v roce 1928 nebylo v církvi novou, natož pak revoluční myšlenkou.
Roku 1930 založil Josemaría Escrivá také ženskou část Opus Dei, které do té doby bylo určeno pouze pro muže. V roce 1933 bylo otevřeno první centrum Opus Dei, tzv. Academia DYA, kde se vyučovalo právo a architektura. O rok později se tato akademie přeměnila v malou vysokoškolskou kolej.
Během španělské občanské války, která byla poznamenána krutým náboženským pronásledováním, byl Josemaría Escrivá nucen skrývat se na několika místech Madridu. V roce 1937 on i několik členů Opus Dei včetně španělského architekta Miguela Fisaca utekli z republikánské zóny Španělska a přes Pyreneje a Andorru se dostali do Francie, odkud bylo možné přejít do druhé části Španělska, ve které nebyla církev pronásledována. Tyto události a vypuknutí druhé světové války prozatím znemožnily uskutečnění projektů zakladatele Opus Dei na rozšíření své apoštolské práce do dalších zemí Evropy.
Během druhé světové války se zakladatel přestěhoval do Říma, jelikož si byl vědom nutnosti sídla v tomto městě pro další expanzi do celého světa. V následujících letech cestoval po celé Evropě, aby připravoval započetí práce Opus Dei v různých zemích. V roce 1946 začala tato práce v Portugalsku, Itálii, Anglii, Irsku a Francii. Do Československa Opus Dei přišlo v roce 1990.

## Struktura
Opus Dei je od roku 1982 osobní prelaturou  katolické církve, tedy sdružením kleriků. Podle kánonu 295 Kodexu kanonického práva jsou osobní prelatury „připodobněné veřejným kněžským sdružením papežského práva s možností inkardinovat kleriky“. Kanonické právo tedy připouští jedinou možnost vstupu do Opus Dei a to sice kněžskou či jáhenskou inkardinaci do této prelatury. Mezi lety 1947 a 1982 bylo Opus Dei sekulárním institutem, jehož členy mohli být i laici, kteří složili sliby, a ještě předtím bylo Opus Dei v letech 1941 až 1947 sdružením věřících (tzv. Pia Union) s působností v madridské diecézi.
Dne 14. července 2022 vydal papež František motu proprio Ad Charisma Tuendum v němž konstatoval, že Opus Dei je klerikálním, nikoliv laickým sdružením, a z toho důvodu jej podřídil Dikasteriu pro klérus.
Dále papež František potvrdil, že Opus Dei je charismatickou, nikoliv hierarchickou organizací. Z toho důvodu ustanovil, že prelát Opus Dei nesmí být biskupem a zakázal mu používat pontifikální insignie, které prelát do té doby používal. Zároveň preláta Opus Dei ustanovil Apoštolským protonotářem supernumerářem a dovolil mu používat insignie této nižší církevní hodnosti.
V neposlední řadě papež František v Ad Charisma Tuendum nově nařídil Opus Dei podávat každý rok zprávu o své činnosti Dikasteriu pro klérus a přepracovat své stanovy v souladu s učením koncilní eklesiologie o osobních prelaturách.
Dne 8. srpna 2023 vydal papež František další motu proprio Prelature Personali, v němž znovu zdůraznil, že Opus Dei je standardním sdružením kleriků, s nímž smějí laici spolupracovat na apoštolských činnostech. Kromě toho v něm rozhodl, že prelát osobní prelatury je moderátorem nadaným pravomocemi ordináře.

### Organizační členění Opus Dei
- Moderátor – Apoštolský protonotář supernumerář nadaný pravomocemi ordináře.[6] Podle stanov Opus Dei se ujímá úřadu poté, co byla jeho volba potvrzena papežem.[24]
- Členové – kněží a jáhni inkardinovaní do prelatury.[6]
- Spolupracovníci – nejsou součástí Opus Dei, ale spolupracují na apoštolských činnostech.[6]

Stanovy Opus Dei a interní normativní dokumenty Opus Dei uvádějí mezi organickými spolupracovníky zapojenými do činností Opus Dei tzv. numeráře, numerářky auxiliar, přidružené a supernumeráře. Numeráři žijí v celoživotním celibátu komunitním životem v centrech Opus Dei a jsou povinni odevzdávat Opus Dei všechny své příjmy. Numerářky auxiliar se celoživotně věnují bezplatným domácím pracím v centrech Opus Dei. Přidružení mají všechny povinnosti numerářů s výjimkou komunitního života. Supernumeráři kromě toho nemají ani povinnost celoživotního celibátu a odevzdávání všech svých příjmů Opus Dei.
Kromě numerářů, numerářek auxiliar, přidružených a supernumerářů existují ještě neorganičtí spolupracovníci Opus Dei. Zatímco kněží a jáhni inkardinovaní do prelatury musí být pochopitelně katolíci, postavení neorganického spolupracovníka lze zastávat bez ohledu na vyznání.

## Projekty Opus Dei
Opus Dei provozuje svá centra v 68 zemích na všech světových kontinentech s výjimkou Antarktidy. Opus Dei spravuje tato centra skrze (pro tento účel zřízená) občanská sdružení a nadace, které prelatura kontroluje prostřednictvím kněží a organických spolupracovníků dosazených do statutárních orgánů.
Takto dosazení lidé jsou podle stanov Opus Dei vázáni poslušností vůči autoritám Opus Dei, pročež se jimi formálně vedené právnické osoby fakticky řídí instrukcemi vedení prelatury. Zároveň se takto Opus Dei snaží chránit před odpovědnostními nároky proti sobě, protože jeho centra bývají tímto způsobem formálně koncipována jako na Opus Dei nezávislá s tím, že Opus Dei jim pouze poskytuje své duchovní služby.
Vedle center provozuje Opus Dei i tzv. korporativní díla (obras corporativas), což jsou sociální projekty využívané prelaturou coby prostředky proselytismu. Některá z korporativních děl jsou spravována a řízena stejně jako centra skrze skořápkové společnosti a do nich dosazené správce z řad kněží Opus Dei a organických spolupracovníků prelatury. Tento způsob správy majetku ovšem vede ke konfliktům prelatury jak se světským, tak i s církevním právem.
Existují nicméně i korporativní díla Opus Dei, která jsou spravována transparentně a své spojení s prelaturou mají právně zakotvené ve svých stanovách. Jedná se konkrétně o Navarrskou univerzitu a univerzitu Santa Croce v Římě. Velkým kancléřem obou těchto univerzit je ex officio moderátor Opus Dei.

## Opus Dei v České republice
Vikariát Opus Dei s centrem v Praze a pokrývající Českou republiku a Slovensko byl založen v roce 2007 odpojením od Vídeňského vikariátu. Prvním vikářem Opus Dei pro Českou republiku a Slovensko byl Manuel Lobo v letech 2007-2011. Druhým vikářem Opus Dei pro Českou republiku a Slovensko byl Jean-Philippe Huet v letech 2011-2023. V roce 2023 byl Pražský vikariát zrušen a území České republiky bylo připojeno k vikariátu se sídlem ve Varšavě.

## Kritika
V roce 1991 vzniklo mezinárodní sdružení ODAN (Opus Dei Awareness Network). Toto sdružení sjednocuje bývalé členy a spolupracovníky Opus Dei, kteří prelaturu kritizují pro manipulaci, sektářské rysy a dezintegraci osobnosti. V roce 2002 byl spuštěný španělský portál Opus Libros, který se zabývá publikací převážně kritických informací o Opus Dei a osvětou o fungování této organizace. Opus Libros spravuje on-line sbírku více než 12 tisíc osobních svědectví o Opus Dei, z největší části velmi negativních.
V českém prostředí poskytla své svědectví o fungování Opus Dei například bývalá supernumerářka Opus Dei z Prahy Jana D. Pláteníková, která v této instituci katolické církve strávila více než dva roky. Velmi kriticky a v souladu s informacemi z ODAN a z Opus Libros se o Opus Dei v České republice vyjádřili rovněž bývalí přidružení Opus Dei Antonín Steinhauser a Pavel Pernica, když byli na své zkušenosti dotázáni v bakalářské práci o příchodu Opus Dei do Československa.

### Jednotlivé body kritiky
- Kult osobnosti zakladatele a přepisování historie – Opus Dei je obviňováno ze systematického přepisování vlastní historie. Tedy z toho, že veškerá literatura doporučovaná prelaturou systematicky opomíjí jakékoliv negativní aspekty historie Opus Dei a také všechny aspekty, které jsou v rozporu s prelaturou aktuálně propagovanými narativy. Naopak mnohé pozitivní aspekty jsou v nich vymýšleny, překrucovány nebo zveličovány. Jako příklad bývají uváděny životopisy zakladatele Opus Dei,[40] které téměř všechny nekriticky reprodukují jeho hagiografický životopis od Vazquéze de Prada,[41] v němž není na více než 2000 stranách ani slovo o jediné jeho špatné vlastnosti či pochybení. Na druhou stranu jsou systematicky likvidovány například informace o lidech, kteří s Opus Dei ukončili spolupráci. Ani samotný Josemaría Escrivá se netajil tím, že selektoval a ničil historickou evidenci o Opus Dei.[42]
- Prolamování interního fóra a zneužívání svědomí – Dále je Opus Dei obviňováno z toho, že nerespektuje rozdíl mezi interním a externím fórem. Neexistuje v něm rozdíl mezi hierarchickým řízením a duchovním vedením.[43] Laici smluvně spolupracující s Opus Dei si nesmějí vybírat svého duchovního vůdce, naopak je jim autoritativně přidělen prelaturou a přesto se mu musejí svěřovat v otázkách svědomí, což je v rozporu s kanonickým právem.[44] Informace takto obstarané z duchovního vedení jsou posléze bez vědomí toho, kdo je poskytl, předávány třetím osobám a zneužívány k efektivnějšímu ovládání těch, kdo se ve jménu duchovního vedení svěřují se svými osobními informacemi.[45] V Opus Dei je omezený i výběr zpovědníků. Numeráři, přidružení a supernumeráři se musí pravidelně zpovídat u zpovědníka, kterého jim autoritativně určí prelatura, což je v rozporu s kanonickým právem.[46] Stejně tak je s kanonickým právem v rozporu i ustálená praxe zpovídání habituálně mimo zpovědnice v mužských centrech Opus Dei.[47]
- Účelové zatajování rozhodných informací – Dlouhodobá snaha Opus Dei držet v tajnosti veškeré rozhodné informace o fungování prelatury jak vůči veřejnosti, tak především vůči rekrutům, kteří jsou tímto způsobem systematicky uváděni v omyl ohledně jejich budoucích práv a povinností (například povinnost odevzdávat veškeré své příjmy, psát seznamy všech výdajů, každý týden se povinně mlátit bičem, atp.). Zároveň se vůči supernumerářům utajují informace o životě a povinnostech numerářů a přidružených (například ono výše zmíněné sebetrýznění) a vůči přidruženým a řadovým numerářům se utajují alespoň informace o praktikách využíváných v rámci vedení Opus Dei (například ono systematické vynášení soukromých informací z duchovního vedení).[48]
- Podvodné jednání vůči Apoštolskému Stolci – V roce 2023 byla zveřejněna stížnost na Opus Dei pro institucionální podvod spáchaný jak vůči Apoštolskému Stolci, tak i vůči svým organickým spolupracovníkům. Apoštolský Stolec měl být podveden tím, že Opus Dei používá pro své faktické řízení utajené interní normativní dokumenty, k jejichž autorství se prelatura přiznala v rámci soudního procesu proti portálu opuslibros.org, v němž se prelatura domáhala stažení těchto konkrétních normativních dokumentů z titulu porušení svých autorských práv.[49] Stanovy Opus Dei, které jsou vůči Apoštolskému Stolci prezentovány coby jediný normativní dokument prelatury, nejsou pro řízení prelatury relevantní. Opus Dei se řídí pouze podle vlastních utajovaných (nicméně často uniklých) předpisů, které Apoštolský Stolec nikdy neschválil. Tím byla Apoštolskému Stolci upřena jeho legislativní pravomoc vůči Opus Dei. Podvod vůči organickým spolupracovníkům spočívá mimo jiné v tom, že všichni numeráři, přidružení a supernumeráři byli v letech 1982–2023 ujišťováni, že tvoří součást Opus Dei, aniž by tomu tak bylo.[50] Opus Dei bylo obviňováno z podvodného jednání vůči Apoštolskému stolci už mnohokrát předtím. Počínaje lživě zdůvodněným vyřazením nepohodlných svědků v souvislosti s procesem blahořečení zakladatele[51] a konče například Pastýřským listem tehdejšího preláta Echevaríi z roku 2011, v němž tehdejší prelát veřejně tvrdil, že nikdo nemá povinnost poslouchat ředitele Opus Dei, nebo že si organičtí spolupracovníci smějí svého duchovního vůdce vybírat,[52] což přitom neodpovídá stanovám Opus Dei,[11] interním normativním dokumentům ani praktické realitě.
- Popírání definitivního charakteru Kristova vykupitelského Díla – Názory svatého Josemaríi počínaje jeho příběhem o tom, jak mu Bůh v roce 1928 zjevil Opus Dei až po detailní disciplinární pravidla, jako jsou například normy zbožnosti, jsou v Opus Dei považovány za tzv. Ducha Díla.[48] Tedy za zjevenou, neomylnou a nezměnitelnou doktrínu. Svatý Josemaría je v rámci Opus Dei nekritizovatelný a s jeho názory je nakládáno, jakoby se jednalo o dogmata víry. To je v rozporu jednak s definitivním charakterem Kristova vykupitelského Díla, který nepřipouští žádná další veřejná zjevení,[53] a jednak se toto pojetí dostává v rozporu s Učitelským úřadem Církve, který je podle katolické eklesiologie jediným autentickým vykladačem zjevených pravd bez ohledu na opačné názory svatého Josemaríi.[54]
- Agresivní proselytismus – Opus Dei provozuje proselytismus navzdory tomu, že proselytismus byl opakovaně odsouzen katolickou církví. Například papež Benedikt XVI. učil, že: „Církev neprovádí proselytismus. Roste svou přitažlivostí“.[55] Papež František opakovaně odmítl proselytismus například svými výroky: „Evangelizace není proselytismus. Proselytismus je čímsi pohanským. Není to ani náboženské ani evangelijní“,[56] případně „Existuje velký hřích proti ekumenismu: proselytismus“.[57] Opus Dei proselytismus naopak velmi zdůrazňuje coby zásadní povinnost křesťana s tím, že člověk nemůže zůstat klidný, pokud nedokáže získat alespoň jedno povolání do Opus Dei každý rok.[58] Tento proselytismus je navíc namířen primárně na děti a adolescenty, kteří jsou nejvíce manipulovatelní. Konkrétně numerářem se nemůže stát člověk starší než 25 let.[59] Numerářům jsou přitom vyhrazeny všechny řídící funkce v Opus Dei.
- Farizejství, voluntarismus a pelagianismus – Pojetí zbožnosti v Opus Dei, zvláště tzv. normy zbožnosti, jejich vztah ke spáse člověka a důraz na jejich plnění bývají označovány za projev farizejství, nového pelagianismu a voluntarismu.[60] O tomto novém pelagianismu se vyjadřoval ve svém magisteriu i papež František v Apoštolské exhortaci Gaudete et exsultate, v bodu 49: „S touto palegiánskou a semipelagiánskou mentalitou korespondují ti, kteří sice sladce mluví o Boží milosti, ale „vposledku spoléhají jenom na své vlastní síly a považují se za nadřazené vůči druhým, protože se drží určitých norem anebo protože jsou neochvějně věrní určitému katolickému stylu minulosti“ (Evangelii gaudium, 94). Když se někteří z nich obracejí ke slabým a říkají, že s Boží milostí je možné všechno, zpravidla mají za to, že všechno je možné lidskou vůlí, která jako by byla ryzí, dokonalá a všemohoucí a milost byla jejím dodatkem.“ [61]
- Elitářství a instrumentální zacházení s lidmi – Opus Dei bývá obviňováno také z toho, že se účelově zaměřuje především na bohaté a vlivné lidi, případně na lidi, které může zneužívat pro služebné práce. S lidmi obecně je zacházeno instrumentálně a vypočítavě. Chudí a zároveň bezvýznamní lidé Opus Dei nezajímají, protože mu nemají co nabídnout. Naopak s perspektivními kandidáty jsou účelově navazována přátelství, jsou „bombardováni láskou“, a pak jsou tato přátelství zneužívána k tomu, jak od těchto lidí získávat důvěrné informace s cílem je týmově manipulovat, aby vstoupili do Opus Dei.[40]
- Seznam zakázaných knih – Organičtí spolupracovníci mají zakázáno číst knihy ze seznamu, který prelatura sestavila. Pokud je potřebují ke studijním účelům, potřebují souhlas ředitelů Opus Dei. U jednotlivých knih se liší, kdo konkrétně musí tento souhlas poskytnout, u nejtěžší 6. kategorie, kam patří i autor Milan Kundera, je nutný souhlas moderátora.[62] Zároveň veškerá periodika v centrech Opus Dei podléhají kontrole a cenzuře ze strany místních ředitelů a ve studijních centrech numerářů je kontrolována i jejich osobní korespondence.
- Přehnaný důraz na sebetrýznění – Numeráři a přidružení mají podle instrukcí interní směrnice „De spiritu et de piis servandis consuetudinibus“ (č.125) povinnost používat cilicium všechny dny kromě nedělí a svátků nejméně dvě hodiny. Jednou týdně se musejí bičovat pětiocasým karabáčem. Numerářky musejí dělat totéž co numeráři, ale navíc ještě musí spát na podlaze nebo na prknech. Nesmějí používat matrace. Vůči ženám se tedy uplatňuje tvrdší asketická disciplína než vůči mužům.[18]
- Sektářské praktiky a rozeštvávání rodin – Součástí proselytismu Opus Dei zaměřeného primárně vůči dětem a adolescentům je i systematické rozbíjení důvěry mezi nimi a jejich rodinami a posléze jejich odřezávání od příbuzných, v první řadě od rodičů. Kontakt mladých numerářů s jejich rodiči je velmi omezený, mají zpravidla zakázano mluvit se svými rodiči o Opus Dei a o svých závazcích vůči Opus Dei (nejedná-li se o rodiče supernumeráře), protože by je jejich rodiče prý nepochopili a snažili se je odradit od jejich Božského povolání. Vedle toho je numerářům a přidruženým zakázáno sdílení osobních informací s kýmkoliv jiným než s řediteli a knežími Opus Dei. Osobní přátelství i mezi numeráři a přidruženými je označováno za tzv. partikulární přátelství a jako takové zakazováno.[63]
- Zneužívání psychiatrie a psychofarmakologie – Kognitivní disonance způsobené systémovými rozpory mezi rétorikou a realitou Opus Dei vedou některé numeráře, přidružené a supernumeráře k úvahám o ukončení spolupráce s Opus Dei. Opus Dei odsuzuje tyto úvahy jednak coby pekelná pokušení proti Božskému povolání a jednak jako psychiatrické poruchy, které je potřeba řešit psychiatrickými a psychofarmakologickými prostředky skrze spřízněné psychiatry. Tito psychiatři bývají posléze obviňováni z toho, že jednají v rozporu s lekářskou etikou, když místo současného lege artis a zájmů pacienta sledují pouze zájem prelatury, porušují lékařské tajemství vynášením informací a místo přání pacienta se řídí instrukcemi ředitelů Opus Dei.[64]
- Sexuální zneužívání a krytí sexuálního zneužívání – Mnoho kněží a numerářů Opus Dei bylo odsouzeno církevními i sekulárními soudy za sexuální zneužívání dětí[65][66][67]. Například v případu Gaztelueta, kdy šlo o sexuální zneužívání 12-letého chlapce numerářem Opus Dei, nedošlo k nápravě a Opus Dei stojí na straně pachatele i po jeho pravomocném odsouzení sekulárním soudem [68][69]. V rámci církevního procesu byl pachatel shledán vinným a potrestán teprve odvolacím tribunálem Římské roty.[70]
- Otrokářství a obchodování s lidmi – V roce 2025 byl v Argentině obžalován generální vikář Opus Dei (tedy muž číslo dvě hned po moderátorovi) Mariano Fazio a několik dalších vysokých funkcionářů Opus Dei z otrokářství a z obchodování s lidmi v případu 43 numerářek-služek, které žalovaly Opus Dei kvůli jejich podvodnému vylákání do zahraničí ke studiu hotelových škol, přičemž místo slibovaného studia skončily zavřené na desítky let v centrech Opus Dei, kde musely bezplatně vykonávat domácí práce.[71]
- Delegitimizace kritiků – Opus Dei je často obviňováno z absence sebereflexe a z automatického připisování amorálních úmyslů a ze snah o poškozování církve prakticky všem svým kritikům. Samotní představitelé Opus Dei přitom prý nemají problém veřejně kritizovat a odsuzovat ostatní katolíky.[40]

### Reakce prelatury na kritiku
Mluvčí Opus Dei Jack Valero popřel veškerou kritiku Opus Dei, ačkoliv připustil, že někteří členové se mohli výjimečně dopouštět čistě individuálních pochybení. V dějinách bylo podle něj obvyklé, že „nové“ katolické instituce byly kritizovány: tak se stalo dominikánům, jezuité byli dokonce rozpuštěni, sv. Josef Kalasanský byl vyloučen z jím samotným založené kongregace piaristů.
Co se týče obvinění ze strany bývalých spolupracovníků Opus Dei, Valero řekl, že jej bolí jejich odchod ve zlém a že takto mluví o Opus Dei, zároveň ale poukazuje na případy spolupracovníků, kteří Opus Dei opustili, nadále s ním ale udržují přátelský kontakt.
Český numerář Peter Kopa, jeden ze tří zakladatelů Opus Dei v Československu, rovněž odsoudil veškerou kritiku Opus Dei a prohlásil ji za zcela amorální slovy: „Samozřejmě, ti, kteří špiní Dílo, se tím špiní sami ve svém svědomí. Nelze špinit dílo, které je doporučeno od Jana Pavla II. a dalších papežů, kteří podepsali dokument prelatury. Žádný katolík si nemůže dovolit myslet špatně o Dílu jako celku, může si něco myslet o konkrétních členech. Víme, že v církvi konkrétní osoby mohou selhat a selhávají. I v takovém případě není ta pomluva dobrá a je to hřích, i když je to pravda. Lepší je nemluvit o nikom v církvi špatně.“

### Reakce podporovatelů na kritiku Opus Dei
Mezi nejvýznamnější podporovatele Opus Dei z řad novinářů patří především italský novinář Vittorio Messori, jinak známý také svou propagací údajných zjevení Panny Marie v Medžugorje, a americký novinář John Allen, editor časopisu Crux.[zdroj?]
Podle Messoriho a jeho knihy Případ Opus Dei lze všechny kritiky a nepřátele Opus Dei rozdělit do dvou skupin.
Tou první jsou mimokatolické skupiny, z nichž nejvýznamnější jsou součástí tzv. „protisektářského hnutí“, přičemž ovšem Messori zdůrazňuje, že jako sektářství tyto skupiny vnímají jakýkoliv intenzívněji žitý náboženský život a ve skutečnosti nejsou protisektářské, ale protináboženské a protikatolické. Z toho Messori vyvozuje, že snaha označit Dílo za sektářské a destruktivní nemá reálný základ. Zároveň také odmítá i další části kritiky Díla, které operují s tzv. „Černou legendou“, kterou řadí mezi ničím nepodložené konspirační teorie vzniklé jednak nepochopením, jednak úmyslnou lživou propagandou.
Druhou skupinu kritiků Messori charakterizuje jako vnitrocírkevní opozici proti hnutí, která podle něj vychází z liberálních a údajně marxistických proudů katolicismu. Podle tradicionalisty Messoriho tyto skupiny vnímají Dílo jako výspu a oporu tradicionalistických a integristických hnutí a jako takové je napadají.
Messori ve své knize nicméně opomíjí katolíky i nekatolíky, kteří nepředkládají konspirační teorie a kritizují Opus Dei z ideologicky neutrálních pozic. Stížnosti na institucionální podvody, na systematické porušování kanonického práva, lidských práv, církevní disciplíny i nauky církve, nebo na systémovou neprůhlednost a obelhávání, jichž se prelatura podle většiny jejích kritiků dopouští, lze stěží logicky zredukovat na pouhé projevy marxismu, antikatolicismu, případně za opozici vůči tradicionalismu či integrismu, jak tvrdí Messori. Ačkoliv existují i ideologicky motivovaní kritici Opus Dei, případně vyznavači scestných konspiračních teorií, které popisuje Messoriho kniha, drtivou většinu kritických svědectví proti Opus Dei například z portálu opuslibros.org Messoriho analýza vůbec nepodchycuje, takže se s jejich kritikou nijak nevypořádává.
John Allen ke kritice ze strany bývalých spolupracovníků Díla říká, že mnohá z jejich tvrzení protiřečí tomu, co o Opus Dei říkají jiní bývalí spolupracovníci. Mnozí z nich totiž mluví o Opus Dei pozitivně. Totéž prý platí pro mnoho lidí zapojených do různých činností Opus Dei, jejichž počet Allen konzervativně odhaduje na 900 000.

## Významné práce o Opus Dei

### Produkce Opus Dei
- Cesta, sv. Josemaría Escrivá de Balaguer, zakladatel Opus Dei, 1972[77]
- Rozhovory s mons. Escrivou De Balaguer, Cesta, Brno 2002
- „Zakladatel Opus Dei“, Andrés Vázquez de Prada, 1997
- „Muž z Villa Tevere“, Pilar Urbano, 2008
- Pedro Casciaro, Sněte a prohrajete, 1994[78]
- Francois Gondrand: Božím krokem, MCM, Olomouc 2007
- Obyčejná práce, neobyčejná milost: Naše cesta do Opus Dei, Scott Hahn, 2006. ISBN 978-0385-51924-3[79]
- Alvaro del Portillo, Život pro Boha, Úvahy o postavě Josemaríi Escrivá de Balaguer, 1992[80]
- Mons. Javier Echevarría, Památka blahoslaveného Josemaríi, 2016[81]

### Knihy pochvalné vůči Opus Dei
- Vittorio Messori: Případ Opus Dei, Cesta, Brno 1998, ISBN 80-85319-77-2
- John Allen: Opus Dei, Knižní klub, Praha 2007, ISBN 978-80-242-1853-3

### Knihy kritické vůči Opus Dei
- Za prahem: Život v Opus Dei, Maria del Carmen Tapia, 1992[82]
- Opus Dei jako božské zjevení: Analýza jeho teologie, E.B.E., 2016[83]
- Co vzalo Opus Dei, Gustavo V., 2023[84]
- Opus Dei: dodatek k historii, María Angustias Moreno, 1976[85]
- Druhá tvář Opus Dei, María Angustias Moreno, 1978[86]
- „Vnitřní Svět Opus Dei“, John Roche, 1982
- Rozhovor s Miguelem Fisacem, vhled do prvních let Opus Dei, ODAN, 2000[87]
- Cesta na věčnost: Moje léta v Opus Dei, Vladimír Felzmann, 2023[88]
- Opus Dei podle těch, kteří ho žili, Gervasio, 2022[89]

### Dokumentární seriály
- Jak jsem opustila Opus Dei, HBO Max, 2025 (česky)[90]

### Videokanály
- NOPUS DEI, Shining light on Opus Dei (anglicky)[91]
- Agora Coherencia, Agora Quantica (španělsky)[92]
- Agora Coloquios, Agora (španělsky)[93]

## Opus Dei v zábavním průmyslu
Zájem veřejnosti o Opus Dei vyvolala kniha a film Šifra mistra Leonarda, v níž představitelé Opus Dei vystupují jako záporné postavy.